# Майка, Рафал
Рафал Майка (пол. Rafał Majka; род. 12 сентября 1989, Польша) — польский профессиональный шоссейный велогонщик, выступающий за команду Мирового тура «UAE Team Emirates». Бронзовый призёр Олимпийских игр 2016 в групповой гонке. Чемпион Польши 2016 года в групповой гонке. Горный король Тур де Франс (2014, 2016). Победитель четырёх этапов на гранд-турах.

## Карьера
В январе 2011 года Рафал Майка подписал профессиональный контракт с датской профессиональной командой высшего дивизиона Saxo Bank-Sungard. В первый год поляк не показывал выдающихся результатов. В конце лета он дебютировал на Вуэльте, которую он вынужден был покинуть из-за болезни на 17-м этапе. Год спустя, на этой же гонке Майка неожиданно стал главным горным помощником своего капитана Альберто Контадора и внёс весомый вклад в победу испанца в общем зачёте. В завершении сезона поляк стал лучшим молодым гонщиком на Туре Пекина.
На Джиро-2013 Майка показал ряд отличных результатов и до последнего этапа боролся с колумбийцем Карлосом Бетанкуром за белую майку лучшего молодого гонщика, но на последнем горном этапе уступил ему 41 секунду, став вторым в молодёжной классификации и седьмым в генеральной классификации. В июле Рафал боролся за победу на родном Туре Польши, несколько дней был лидером общего зачёта, но в итоге стал четвёртым, выиграв в качестве утешения майку лучшего в очковой классификации.
19 июля 2014 года выиграл 14 этап Тур де Франс, проходивший между городами Гренобль и Ризуль. Спустя несколько дней выиграл ещё один горный этап, что принесло ему звание горного короля.
Почти сразу после завершения Тура выступил на домашнем Туре Польши, где выиграл 2 этапа и генеральную классификацию.
Вторую «гороховую майку горного короля» Рафал получил по итогам Тур де Франс 2016.

## Достижения
2012
3-й Кубок Японии
7-й Тур Пекина
1-й  Молодёжная классификация
2013
3-й Милан — Турин
3-й Джиро ди Ломбардия
4-й Тур Польши
1-й  Очковая классификация
7-й Джиро д’Италия
2014
Тур де Франс
1-й на этапах 14, 17
1-й  Горная классификация
1-й  Тур Польши
1-й на этапах 5, 6
4-й Про Сайклинг Челлендж США
4-й Критериум Интернациональ
1-й  Молодёжная классификация
6-й Джиро д’Италия
2015
1-й на этапе 11 Тур де Франс
2-й Милан — Турин
3-й Вуэльта Испании
4-й Тур Омана
7-й Тур Романдии
10-й Тур Швейцарии
2016
1-й  Чемпионат Польши в групповой гонке
Тур де Франс
 Горная классификация
3-й  Олимпийские игры в групповой гонке
5-й Вуэльта Андалусии
5-й Джиро д'Италия
7-й Тур Сан-Луиса
2017
1-й  Тур Словении
1-й  Горная классификация
1-й на этапе 3
1-й на этапе 14 Вуэльта Испании
2-й Тур Калифорнии
1-й на этапе 2
2-й Тур Польши
1-й  Лучший польский гонщик
6-й Тур Абу Даби
10-й Льеж — Бастонь — Льеж
2018
5-й Тур Абу Даби
5-й Вуэльта Сан-Хуана
6-й Тур Калифорнии
6-й Тур Словении
7-й Джиро ди Ломбардия
2019
6-й Джиро д’Италия
6-й Тур Альп
7-й Вуэльта Каталонии

## Статистика выступлений

### Чемпионаты
| Соревнование     | Соревнование   | 2012 | 2013 | 2014 | 2015 | 2016 | 2017 | 2018 | 2019 |
| ---------------- | -------------- | ---- | ---- | ---- | ---- | ---- | ---- | ---- | ---- |
| Олимпийские игры | Групповая      | —    | н/д  | н/д  | н/д  | 3    | н/д  | н/д  | н/д  |
| Чемпионат мира   | Групповая      | —    | 58   | —    | 74   | —    | —    | 35   |      |
| Чемпионат Польши | Индивидуальная | —    | —    | —    | 4    | —    | —    | —    |      |
| Чемпионат Польши | Групповая      | 15   | 31   | НФ   | 10   | 1    | 21   | —    |      |

### Многодневные гонки
| Гранд-туры          |      |      |      |      |      |      |      |      |      |
| Гонка               | 2011 | 2012 | 2013 | 2014 | 2015 | 2016 | 2017 | 2018 | 2019 |
| Джиро д'Италия      | —    | —    | 7    | 6    | —    | 5    | —    | —    | 6    |
| Тур де Франс        | —    | —    | —    | 44   | 28   | 27   | НФ   | 19   |      |
| Вуэльта Испании     | НФ   | 32   | 19   | —    | 3    | —    | 39   | 13   |      |
| Многодневки         |      |      |      |      |      |      |      |      |      |
| Гонка               | 2011 | 2012 | 2013 | 2014 | 2016 | 2016 | 2017 | 2018 | 2019 |
| Париж — Ницца       | —    | —    | —    | 31   | 68   | 21   | —    | —    | —    |
| Тиррено — Адриатико | —    | 73   | —    | —    | —    | —    | 24   | 36   | 52   |
| Вуэльта Каталонии   | —    | НФ   | 82   | —    | НФ   | —    | 11   | —    | 7    |
| Тур Страны Басков   | —    | НФ   | —    | —    | —    | —    | —    | —    | —    |
| Тур Романдии        | 47   | —    | НФ   | 13   | 7    | НФ   | —    | —    | —    |
| Критериум Дофине    | 34   | —    | —    | —    | —    | —    | —    | —    |      |
| Тур Швейцарии       | —    | —    | —    | —    | 10   | —    | —    | —    |      |
| Тур Польши          | 24   | НФ   | 4    | 1    | —    | —    | 2    | —    |      |

### Однодневки
| Монументальные        | 2011 | 2012 | 2013 | 2014 | 2015 | 2016 | 2017 | 2018 | 2019 |
| --------------------- | ---- | ---- | ---- | ---- | ---- | ---- | ---- | ---- | ---- |
| Милан — Сан-Ремо      | —    | —    | —    | —    | —    | —    | —    | —    | —    |
| Тур Фландрии          | —    | —    | —    | —    | —    | —    | —    | —    | —    |
| Париж — Рубе          | —    | —    | —    | —    | —    | —    | —    | —    | —    |
| Льеж — Бастонь — Льеж | НФ   | —    | —    | —    | 33   | 113  | 10   | 57   | —    |
| Джиро ди Ломбардия    | 26   | НФ   | 3    | —    | 69   | НФ   | 26   | 7    |      |

| —  | Не участвовал  |
| НФ | Не финишировал |

## Личная жизнь
Отец Рафа Майки — Петр, мать — Камила, также у поляка есть две сестры: старшая Агнешка и младшая Магда. На свадьбе старшей сестры в 2006 году велогонщик познакомился с Магдой Коваль, на которой женился 18 октября 2014 года.